# Рубен III
Рубен III (арм. Ռուբեն Գ) (1145 — 6 мая 1187) — армянский князь из династии Рубенидов, восьмой по счёту правитель Киликийского армянского царства.

## Биография

### Происхождение
Родился в 1145 году в монастыре Дразарк. Отец Стефан из рода Рубенидов, был убит византийцами. Мать Рита из рода Хетумидов. После смерти отца воспитывался братом матери

### Правление
После смерти Млеха, власть в Киликии перешла не к прямым потомкам, а к его племяннику Рубену III-му, сыну убитого византийцами Стефана. Одновременно с этим, в 1175 году, воспользовавшийся смертью Млеха, Мануил Комнин сделал последнюю попытку завладеть Киликией. Для покорения армянского правителя, императором была отведена армия во главе с его родственником Исааком Комнином. Однако в Киликии византийский военачальник потерпев ряд поражений был пленен Рубеном. Находясь в армянском плену Исаак Комнин женился на дочери Тороса II-го, после чего в 1182 году был выдан князю Антиохии. Рубен III будучи хорошим правителем уделял много времени культурной жизни страны, при нём было построено множество монастырей и церквей. Как отмечали современники:
Он был превосходным царём, сострадательным и добрым; он управлял страной очень хорошо, и им был доволен каждый
Разбив и окончательно изгнав византийцев из страны, Рубен, обеспокоенный возможной угрозой со стороны мусульманских правителей граничащих с его государством территорий, идет на союз с латинянами. Дабы скрепить этот союз, в 1181 году, он женится франкской принцессе Изабель де Торон. Сразу после этого, ведя свои войска на Ламброн, он решает покорить не повинующийся Рубенидам род Хетумидов. Но планам армянского правителя не суждено было сбыться, поход Рубена III-го также, как и поход его предшественника Млеха оказался неудачным. Примерно в это же время ухудшаются отношения с князем Антиохии Боэмундом III-м, последний воспользовавшийся предательством в окружении армянского князя, берёт того в плен. Освободить Рубена Боэмунд согласился лишь за ряд территориальных уступок в пользу Антиохии. Позже армянский правитель без особых усилий вернул утерянные области, которые Антиохия уже была не в состоянии защитить

### Смерть
Чувствуя приближение смерти Рубен, дав ряд советов и наказов по управлению страной, отказывается от престола в пользу своего брата Левона II-го. Так как у Рубена были дочери и не было сына, который мог бы стать наследником, тот дабы страной не правили иностранцы, одним из наказов брату, дал жесточайший приказ не выдавать его дочерей замуж за иностранцев. Оставив трон Рубен удаляется в монастырь Дразарк, где 6 мая 1187 года и умирает

## Семья
- Жена: Изабель де Торон
  - Дочери:
    - Алиса (Алиса Армянская)
    - Филиппа (en:Philippa of Armenia)